# NK Maribor en competiciones de la UEFA
El NK Maribor ha aparecido en varias ocasiones en los torneos europeos, teniendo su debut en la Copa Mitropa de 1970/71, y desde la independencia de Eslovenia en 1991 solo se han ausentado en dos ocasiones de los torneos europeos, con lo que es el club con más experiencia de Eslovenia en la UEFA.
Han llegado a la fase de grupos tanto de la UEFA Champions League como de la UEFA Europa League, con lo que uno de 4 equipos de la desaparecida Yugoslavia en llegar a la fase de grupos de un torneo continental.

## Participaciones

### Partidos
| Temporada               | Torneo                             | Ronda                  | Club                    | Local       | Visitante  | Global       |
| ----------------------- | ---------------------------------- | ---------------------- | ----------------------- | ----------- | ---------- | ------------ |
| 1971                    | Copa Mitropa                       | 1                      | GAK                     | 3–1         | 0–2        | 3–3 (v.)     |
| 1992–93                 | Recopa de Europa                   | Clasificatoria         | Ħamrun Spartans         | 4–0         | 1–2        | 5–2          |
| 1992–93                 | Recopa de Europa                   | 1/16                   | Atlético de Madrid      | 0–3         | 1–6        | 1–9          |
| 1993–94                 | Copa de la UEFA                    | 1/32                   | Gloria Bistriţa         | 2–0         | 0–0        | 2–0          |
| 1993–94                 | Copa de la UEFA                    | 1/16                   | Borussia Dortmund       | 0–0         | 1–2        | 1–2          |
| 1994-95                 | Recopa de Europa                   | Clasificatoria         | Norma Tallinn           | 10–0        | 4–1        | 14–1         |
| 1994-95                 | Recopa de Europa                   | 1/16                   | Austria Viena           | 1–1         | 0–3        | 1–4          |
| 1995–96                 | Copa de la UEFA                    | Clasificatoria         | Skonto                  | 2–0         | 0–1        | 2–1          |
| 1995–96                 | Copa de la UEFA                    | 1/32                   | Olympiacos              | 1–3         | 0–2        | 1–5          |
| 1996–97                 | Copa Intertoto de la UEFA          | Fase de grupos         | Austria Viena           | 3–0         | -          | 3º Lugar     |
| 1996–97                 | Copa Intertoto de la UEFA          | Fase de grupos         | Keflavík                | -           | 0–0        | 3º Lugar     |
| 1996–97                 | Copa Intertoto de la UEFA          | Fase de grupos         | Copenhague              | 0–1         | -          | 3º Lugar     |
| 1996–97                 | Copa Intertoto de la UEFA          | Fase de grupos         | Örebro                  | -           | 1–4        | 3º Lugar     |
| 1997–98                 | Liga de Campeones de la UEFA       | 2ª Clasificatoria      | Derry City              | 1–0         | 2–0        | 3–0          |
| 1997–98                 | Liga de Campeones de la UEFA       | 3ª Clasificatoria      | Beşiktaş                | 1–3         | 0–0        | 1–3          |
| 1997–98                 | Copa de la UEFA                    | 1/32                   | Ajax Ámsterdam          | 1–1         | 1–9        | 2–10         |
| 1998–99                 | UEFA Champions League              | 2ª Clasificatoria      | Kareda Šiauliai         | 1–0         | 3–0        | 4–0          |
| 1998–99                 | UEFA Champions League              | 3ª Clasificatoria      | PSV Eindhoven           | 2–1         | 1–4 (pró.) | 3–5          |
| 1998–99                 | Copa de la UEFA                    | 1/32                   | Wisła Cracovia          | 0–2         | 0–3        | 0–5          |
| 1999–2000               | Liga de Campeones de la UEFA       | 2ª Clasificatoria      | Racing Genk             | 5–1         | 0–3        | 5–4          |
| 1999–2000               | Liga de Campeones de la UEFA       | 3ª Clasificatoria      | Olympique de Lyon       | 2–0         | 1–0        | 3–0          |
| 1999–2000               | Liga de Campeones de la UEFA       | Fase de grupos         | Dinamo de Kiev          | 1–2         | 1–0        | 4º Lugar     |
| 1999–2000               | Liga de Campeones de la UEFA       | Fase de grupos         | Bayer Leverkusen        | 0–2         | 0–0        | 4º Lugar     |
| 1999–2000               | Liga de Campeones de la UEFA       | Fase de grupos         | Lazio                   | 0–4         | 0–4        | 4º Lugar     |
| 2000–01                 | Liga de Campeones de la UEFA       | 2ª Clasificatoria      | Zimbru Chişinău         | 1–0         | 0–2        | 1–2          |
| 2001–02                 | Liga de Campeones de la UEFA       | 2ª Clasificatoria      | Rangers                 | 0–3         | 1–3        | 1–6          |
| 2002–03                 | Liga de Campeones de la UEFA       | 2ª Clasificatoria      | APOEL                   | 2–1         | 2–4        | 4–5          |
| 2003–04                 | Liga de Campeones de la UEFA       | 2ª Clasificatoria      | Dinamo Zagreb           | 1–1         | 1–2        | 2–3          |
| 2004–05                 | Copa de la UEFA                    | 1ª Clasificatoria      | Sileks                  | 1–1         | 1–0        | 2–1          |
| 2004–05                 | Copa de la UEFA                    | 2ª Clasificatoria      | Budućnost Banatski Dvor | 0–1         | 2–1        | 2–2 (v.)     |
| 2004–05                 | Copa de la UEFA                    | 1ª Ronda               | Parma                   | 0–0         | 2–3        | 2–3          |
| 2006–07                 | Copa Intertoto de la UEFA          | 1                      | Sant Julià              | 5–0         | 3–0        | 8–0          |
| 2006–07                 | Copa Intertoto de la UEFA          | 2                      | Zeta                    | 2–0         | 2–1        | 4–1          |
| 2006–07                 | Copa Intertoto de la UEFA          | 3                      | Villarreal              | 1–1         | 2–1        | 3–2          |
| 2006–07                 | Copa de la UEFA                    | Clasificatoria         | Partizan Belgrado       | 1–1         | 1–2        | 2–3          |
| 2007–08                 | Copa Intertoto de la UEFA          | 1                      | Birkirkara              | 2–1         | 3–0        | 5–1          |
| 2007–08                 | Copa Intertoto de la UEFA          | 2                      | Hajduk Kula             | 2–0         | 0–5        | 2–5          |
| 2009–10                 | Liga de Campeones de la UEFA       | 2ª Clasificatoria      | WIT                     | 3–1         | 0–0        | 3–1          |
| 2009–10                 | Liga de Campeones de la UEFA       | 3ª Clasificatoria      | Zürich                  | 0–3         | 3–2        | 3–5          |
| 2009–10                 | UEFA Europa League                 | Ronda de Play-Off      | Sparta Praga            | 0–2         | 0–1        | 0–3          |
| 2010–11                 | Liga Europa de la UEFA             | 2ª Clasificatoria      | Videoton                | 2–0         | 1–1        | 3–1          |
| 2010–11                 | Liga Europa de la UEFA             | 3ª Clasificatoria      | Hibernian               | 3–0         | 3–2        | 6–2          |
| 2010–11                 | Liga Europa de la UEFA             | Ronda de Play-Off      | Palermo                 | 3–2         | 0–3        | 3–5          |
| 2011–12                 | Liga de Campeones de la UEFA       | 2ª Clasificatoria      | F91 Dudelange           | 2–0         | 3–1        | 5–1          |
| 2011–12                 | Liga de Campeones de la UEFA       | 3ª Clasificatoria      | Maccabi Haifa           | 1–1         | 1–2        | 2–3          |
| 2011–12                 | Liga Europa de la UEFA             | Ronda de Play-Off      | Rangers                 | 2–1         | 1–1        | 3–2          |
| 2011–12                 | Liga Europa de la UEFA             | Fase de grupos         | Brujas                  | 3–4         | 0–2        | 4º Lugar     |
| 2011–12                 | Liga Europa de la UEFA             | Fase de grupos         | Birmingham City         | 1–2         | 0–1        | 4º Lugar     |
| 2011–12                 | Liga Europa de la UEFA             | Fase de grupos         | Sporting Braga          | 1–1         | 1–5        | 4º Lugar     |
| 2012–13                 | Liga de Campeones de la UEFA       | 2ª Clasificatoria      | Željezničar             | 4–1         | 2–1        | 6–2          |
| 2012–13                 | Liga de Campeones de la UEFA       | 3ª Clasificatoria      | F91 Dudelange           | 4–1         | 1–0        | 5–1          |
| 2012–13                 | Liga de Campeones de la UEFA       | Ronda de Play-Off      | Dinamo Zagreb           | 0–1         | 1–2        | 1–3          |
| 2012–13                 | Liga Europa de la UEFA             | Fase de grupos         | Panathinaikos           | 3–0         | 0–1        | 4º Lugar     |
| 2012–13                 | Liga Europa de la UEFA             | Fase de grupos         | Lazio                   | 1–4         | 0–1        | 4º Lugar     |
| 2012–13                 | Liga Europa de la UEFA             | Fase de grupos         | Tottenham Hotspur       | 1–1         | 1–3        | 4º Lugar     |
| 2013–14                 | Liga de Campeones de la UEFA       | 2ª Clasificatoria      | Birkirkara              | 2–0         | 0–0        | 2–0          |
| 2013–14                 | Liga de Campeones de la UEFA       | 3ª Clasificatoria      | APOEL Nicosia           | 0–0         | 1–1        | 1–1 (v.)     |
| 2013–14                 | Liga de Campeones de la UEFA       | Ronda de Play-Off      | Viktoria Plzeň          | 0–1         | 1–3        | 1–4          |
| 2013–14                 | Liga Europa de la UEFA             | Fase de grupos         | Rubin Kazan             | 2–5         | 1–1        | 2º Lugar     |
| 2013–14                 | Liga Europa de la UEFA             | Fase de grupos         | Wigan Athletic          | 2–1         | 1–3        | 2º Lugar     |
| 2013–14                 | Liga Europa de la UEFA             | Fase de grupos         | Zulte Waregem           | 0–1         | 3–1        | 2º Lugar     |
| 2013–14                 | Liga Europa de la UEFA             | Dieciseisavos de final | Sevilla                 | 2–2         | 1–2        | 3–4          |
| 2014–15                 | Liga de Campeones de la UEFA       | 2ª Clasificatoria      | Zrinjski Mostar         | 2–0         | 0–0        | 2–0          |
| 2014–15                 | Liga de Campeones de la UEFA       | 3ª Clasificatoria      | Maccabi Tel Aviv        | 1–0         | 2–2        | 3–2          |
| 2014–15                 | Liga de Campeones de la UEFA       | Ronda de Play-Off      | Celtic                  | 1–1         | 1–0        | 2–1          |
| 2014–15                 | Liga de Campeones de la UEFA       | Fase de grupos         | Sporting de Lisboa      | 1–1         | 1–3        | 4º Lugar     |
| 2014–15                 | Liga de Campeones de la UEFA       | Fase de grupos         | Schalke 04              | 0–1         | 1–1        | 4º Lugar     |
| 2014–15                 | Liga de Campeones de la UEFA       | Fase de grupos         | Chelsea                 | 1–1         | 0–6        | 4º Lugar     |
| 2015–16                 | Liga de Campeones de la UEFA       | 2ª Clasificatoria      | Astana                  | 1–0         | 1-3        | 2–3          |
| 2016–17                 | Liga Europa de la UEFA             | 2ª Clasificatoria      | Levski Sofia            | 0–0         | 1–1        | 1–1 (v.)     |
| 2016–17                 | Liga Europa de la UEFA             | 3ª Clasificatoria      | Aberdeen                | 1–0         | 1–1        | 2–1          |
| 2016–17                 | Liga Europa de la UEFA             | Ronda de Play-Off      | Gabala                  | 1–0         | 1–3        | 2–3          |
| 2017–18                 | Liga de Campeones de la UEFA       | 2ª Clasificatoria      | Zrinjski Mostar         | 1–1         | 2–1        | 3–2          |
| 2017–18                 | Liga de Campeones de la UEFA       | 3ª Clasificatoria      | FH                      | 1–0         | 1–0        | 2–0          |
| 2017–18                 | Liga de Campeones de la UEFA       | Ronda de Play-Off      | Hapoel Be'er Sheva      | 1–0         | 1–2        | 2–2 (v.)     |
| 2017–18                 | Liga de Campeones de la UEFA       | Fase de grupos         | Spartak de Moscú        | 1–1         | 1–1        | 4º Lugar     |
| 2017–18                 | Liga de Campeones de la UEFA       | Fase de grupos         | Sevilla                 | 1–1         | 0–3        | 4º Lugar     |
| 2017–18                 | Liga de Campeones de la UEFA       | Fase de grupos         | Liverpool               | 0–7         | 0–3        | 4º Lugar     |
| 2018–19                 | Liga Europa de la UEFA             | 1ª Clasificatoria      | Partizáni               | 2–0         | 1–0        | 3–0          |
| 2018–19                 | Liga Europa de la UEFA             | 2ª Clasificatoria      | Chikhura Sachkhere      | 2–0         | 0–0        | 2–0          |
| 2018–19                 | Liga Europa de la UEFA             | 3ª Clasificatoria      | Rangers                 | 0–0         | 1–3        | 1–3          |
| 2019–20                 | Liga de Campeones de la UEFA       | 1ª Clasificatoria      | Valur                   | 2–0         | 3–0        | 5–0          |
| 2019–20                 | Liga de Campeones de la UEFA       | 2ª Clasificatoria      | AIK Estocolmo           | 2–1         | 2–3        | 4–4 (v.)     |
| 2019–20                 | Liga de Campeones de la UEFA       | 3ª Clasificatoria      | Rosenborg               | 1–3         | 1–3        | 2–6          |
| 2019–20                 | Liga Europa de la UEFA             | Ronda de Play-Off      | Ludogorets Razgrad      | 2–2         | 0–0        | 2–2 (v.)     |
| 2020-21                 | Liga Europa de la UEFA             | 1ª Clasificatoria      | Coleraine               | 1–1         | -          | 1–1 (4-5 p.) |
| 2021-22                 | Liga Europa Conferencia de la UEFA | 1ª Clasificatoria      | Urartu                  | 1–0         | 1–0        | 2–0          |
| 2021-22                 | Liga Europa Conferencia de la UEFA | 2ª Clasificatoria      | Hammarby                | 0–1         | 1–3        | 1–4          |
| 2022-23 2022–23 2022-23 | Liga de Campeones de la UEFA       | 1ª Clasificatoria      | Shakhtyor Soligorsk     | 0-0         | 2–0        | 2–0          |
| 2022-23 2022–23 2022-23 | Liga de Campeones de la UEFA       | 2ª Clasificatoria      | FC Sheriff Tiraspol     | 0-0         | 0–1        | 0–1          |
| 2022-23 2022–23 2022-23 | UEFA Europa League                 | 3ª Clasificatoria      | HJK Helsinki            | 0–2         | 0–1        | 0–3          |
| 2022-23 2022–23 2022-23 | Europa Conference League           | Play-Off               | CFR Cluj                | 0-0         | 0–1        | 0–1          |
| 2023-24                 | Europa Conference League           | 1ª Clasificatoria      | Birkirkara FC           | 1–1         | 2–1        | 3-2          |
| 2023-24                 | Europa Conference League           | 2ª Clasificatoria      | FC Differdange 03       | 4-3 (t. s.) | 1–1        | 5-4 (t. s.)  |
| 2023-24                 | Europa Conference League           | 3ª Clasificatoria      | Fenerbahçe SK           | 0–3         | 1–3        | 1-6          |
| 2024–25                 | UEFA Europa League                 | 1ª Clasificatoria      | Botev Plovdiv           | 2–2         | 1–2        | 3–4          |
| 2024–25                 | UEFA Conference League             | 2ª Clasificatoria      | Universitatea Craiova   | 2–0         | 2–3        | 4–3          |
| 2024–25                 | UEFA Conference League             | 1ª Clasificatoria      | Vojvodina               | 2–1         | 0–1        | 2–2 (4–2 p)  |
| 2024–25                 | UEFA Conference League             | Play-off               | Djurgården              | 0–1         | 0–1        | 0–2          |
| 2025–26                 | UEFA Conference League             | 2ª Clasificatoria      | Paks                    | 1–1         | 0–1        | 1–2          |

### Estadísticas por competición
Actualizado hasta temporada 2023-24.
| Torneos de la UEFA                            | Torneos de la UEFA | Torneos de la UEFA | Torneos de la UEFA | Torneos de la UEFA | Torneos de la UEFA | Torneos de la UEFA | Torneos de la UEFA | Torneos de la UEFA |
| Torneo                                        | P.J.               | P.G.               | P.E.               | P.P.               | G.F.               | G.C.               | D.G.               |                    |
| --------------------------------------------- | ------------------ | ------------------ | ------------------ | ------------------ | ------------------ | ------------------ | ------------------ | ------------------ |
| Copa de Europa / Liga de Campeones de la UEFA | 82                 | 32                 | 20                 | 30                 | 94                 | 114                | -17                |                    |
| Copa de la UEFA / Liga Europa de la UEFA      | 67                 | 17                 | 20                 | 30                 | 69                 | 100                | -31                |                    |
| Liga Europa Conferencia de la UEFA            | 12                 | 4                  | 3                  | 5                  | 12                 | 17                 | -5                 |                    |
| Copa Intertoto de la UEFA                     | 14                 | 9                  | 2                  | 3                  | 26                 | 14                 | +12                |                    |
| Recopa de Europa de la UEFA                   | 8                  | 3                  | 1                  | 4                  | 21                 | 16                 | +5                 |                    |
| Total                                         | 183                | 65                 | 46                 | 72                 | 222                | 258                | -36                |                    |

| No-UEFA      | No-UEFA | No-UEFA | No-UEFA | No-UEFA | No-UEFA | No-UEFA | No-UEFA | No-UEFA |
| Torneo       | Temp.   | P.G.    | P.E.    | P.P.    | G.F.    | G.C.    | D.G.    |         |
| ------------ | ------- | ------- | ------- | ------- | ------- | ------- | ------- | ------- |
| Copa Mitropa | 2       | 1       | 0       | 1       | 3       | 3       | 0       |         |
| Total        | 2       | 1       | 0       | 1       | 3       | 3       | 0       |         |

### Historial por países
Actualizado hasta temporada 2023-24.
| País                 | P.J. | P.G. | P.E. | P.P. | G.F. | G.C. | D.G. |
| -------------------- | ---- | ---- | ---- | ---- | ---- | ---- | ---- |
| Albania              | 2    | 2    | 0    | 0    | 3    | 0    | +3   |
| Alemania             | 6    | 0    | 3    | 3    | 2    | 6    | -4   |
| Andorra              | 2    | 2    | 0    | 0    | 8    | 0    | +8   |
| Armenia              | 1    | 1    | 0    | 0    | 1    | 0    | +1   |
| Austria              | 5    | 2    | 1    | 2    | 7    | 7    | 0    |
| Azerbaiyán           | 2    | 0    | 1    | 1    | 2    | 3    | -1   |
| Bélgica              | 6    | 2    | 0    | 4    | 11   | 12   | -1   |
| Bielorrusia          | 2    | 1    | 1    | 0    | 2    | 0    | +2   |
| Bosnia y Herzegovina | 6    | 4    | 2    | 0    | 11   | 4    | +7   |
| Bulgaria             | 4    | 0    | 4    | 0    | 3    | 3    | 0    |
| Croacia              | 4    | 0    | 1    | 3    | 3    | 6    | -3   |
| Chipre               | 4    | 1    | 2    | 1    | 5    | 6    | -1   |
| Dinamarca            | 1    | 0    | 0    | 1    | 0    | 1    | -1   |
| Escocia              | 12   | 5    | 4    | 3    | 15   | 15   | 0    |
| España               | 8    | 1    | 3    | 4    | 8    | 19   | -11  |
| Estonia              | 2    | 2    | 0    | 0    | 14   | 1    | +13  |
| Finlandia            | 2    | 0    | 0    | 2    | 0    | 3    | -3   |
| Francia              | 2    | 2    | 0    | 0    | 3    | 0    | +3   |
| Georgia              | 4    | 2    | 2    | 0    | 5    | 1    | +4   |
| Grecia               | 4    | 1    | 0    | 3    | 4    | 6    | -2   |
| Hungría              | 2    | 1    | 1    | 0    | 3    | 1    | +2   |
| Inglaterra           | 10   | 1    | 2    | 7    | 7    | 28   | -21  |
| Irlanda              | 2    | 2    | 0    | 0    | 3    | 0    | +3   |
| Irlanda del Norte    | 1    | 0    | 1    | 0    | 1    | 1    | 0    |
| Islandia             | 5    | 4    | 1    | 0    | 7    | 0    | +7   |
| Israel               | 6    | 2    | 2    | 2    | 7    | 7    | 0    |
| Italia               | 8    | 1    | 1    | 6    | 6    | 21   | -15  |
| Kazajistán           | 1    | 1    | 0    | 1    | 2    | 3    | -1   |
| Letonia              | 2    | 1    | 0    | 1    | 2    | 1    | +1   |
| Lituania             | 2    | 2    | 0    | 0    | 4    | 0    | +4   |
| Luxemburgo           | 6    | 5    | 1    | 0    | 15   | 6    | +9   |
| Macedonia del Norte  | 2    | 1    | 1    | 0    | 2    | 1    | +1   |
| Malta                | 8    | 5    | 2    | 1    | 15   | 5    | +10  |
| Moldavia             | 4    | 1    | 1    | 2    | 1    | 3    | -2   |
| Montenegro           | 2    | 2    | 0    | 0    | 4    | 1    | +3   |
| Noruega              | 2    | 0    | 0    | 2    | 2    | 6    | -4   |
| Países Bajos         | 4    | 1    | 1    | 2    | 5    | 15   | -10  |
| Polonia              | 2    | 0    | 0    | 2    | 0    | 5    | -5   |
| Portugal             | 4    | 0    | 2    | 2    | 4    | 10   | -6   |
| República Checa      | 4    | 0    | 0    | 4    | 1    | 7    | -6   |
| Rumania              | 4    | 1    | 2    | 1    | 2    | 1    | +1   |
| Rusia                | 4    | 0    | 3    | 1    | 5    | 7    | -3   |
| Serbia               | 6    | 2    | 1    | 3    | 6    | 10   | -4   |
| Suecia               | 3    | 1    | 0    | 2    | 5    | 8    | -3   |
| Suiza                | 2    | 1    | 0    | 1    | 3    | 5    | -2   |
| Turquía              | 4    | 0    | 1    | 3    | 2    | 9    | -7   |
| Ucrania              | 2    | 1    | 0    | 1    | 2    | 2    | 0    |

## Récords Individuales
- Más apariciones en competiciones de la UEFA: 60 – Marcos Tavares[1]
- Máximo goleador en competiciones de la UEFA: 18 goles – Marcos Tavares[1]
- Primer partido en torneos de la UEFA: Maribor 4–0 Ħamrun Spartans, ronda clasificatoria, Recopa de Europa,  19-8-1992[2]
- Primer gol en competiciones de la UEFA: Ante Šimundža, ante Ħamrun Spartans
- Mayor victoria en competiciones de la UEFA: Maribor 10–0 Norma Tallinn, Recopa de Europa, 25-8-1994[3]
- Peor derrota en competiciones de la UEFA: Ajax 9–1 Maribor, en la Copa de la UEFA, 30-9-1997
- Mayor asistencia de local en un partido de la UEFA: 12,700, ante Sevilla en la UEFA Europa League, 20-2-2014[4]
- Mayor asistencia de visitante en un partido de la UEFA: 55,415, ante Celtic en la Champions League, 26-8-2014[5]